# Elachista patersoniae
Elachista patersoniae  (лат.) — вид мелких тропических бабочек из семейства злаковых молей-минёров (Elachistidae). Эндемик Австралии.

## Распространение
Австралия: Новый Южный Уэльс (южная и восточная части штата).

## Описание
Размах крыльев у самцов 6,7—7,5 мм, а у самок — 6,8—8,2 мм. Передние крылья темно-серые с четырьмя голубовато-белыми пятнами. Задние крылья тёмные коричневато-серые. Ноги серые или голубовато-серые. Личинки питаются на растениях Patersonia sericea и Patersonia longifolia (семейство Ирисовые), от родового имени которых (Patersonia) и было дано название нового вида бабочек. Гусеницы минируют листья растения-хозяина; длина проделанных ими ходов достигает 100 мм. Окукливание бабочек происходит в этих же галереях. Окраска личинок и куколок коричневая. Голова гусениц прогнатическая, куколки дорсовентрально сплющенные.